# Huangzhai, Zhejiang
Huangzhai (kinesiska: 黄宅, 黄宅镇) är en köpinghuvudort i Kina. Den ligger i provinsen Zhejiang, i den östra delen av landet, omkring 91 kilometer söder om provinshuvudstaden Hangzhou. Antalet invånare är 70 803. Befolkningen består av 33 291 kvinnor och 37 512 män. Barn under 15 år utgör 14,0 %, vuxna 15-64 år 77 %, och äldre över 65 år 8,0 %.
Runt Huangzhai är det tätbefolkat, med 913 invånare per kvadratkilometer. Närmaste större samhälle är Puyang, 10,4 km väster om Huangzhai. Trakten runt Huangzhai består till största delen av jordbruksmark.
Genomsnittlig årsnederbörd är 2 143 millimeter. Den regnigaste månaden är juni, med i genomsnitt 396 mm nederbörd, och den torraste är januari, med 70 mm nederbörd.